# BMW N63
Il BMW N63B44 è un motore a scoppio alimentato a benzina prodotto a partire dal 2008 dalla Casa automobilistica tedesca BMW.

## Caratteristiche
Questo motore esordisce sulla BMW X6 ed è un V8 da 4.4 litri sovralimentato da due turbocompressori.
- architettura di tipo V8;
- angolo di 90° tra le due bancate;
- monoblocco in lega di alluminio;
- testate in lega di alluminio;
- testate a 4 valvole per cilindro;
- distribuzione a due assi a camme in testa per bancata (schema DOHC);
- distribuzione a fasatura variabile doppio VANOS e Valvetronic;
- albero a gomiti in un solo pezzo;
- bielle fratturate;
- alesaggio e corsa di 89x88.3 mm;
- cilindrata di 4395 cm³;
- alimentazione ad iniezione diretta (SFI);
- sovralimentazione mediante due turbocompressori con tecnologia Twin Scroll.

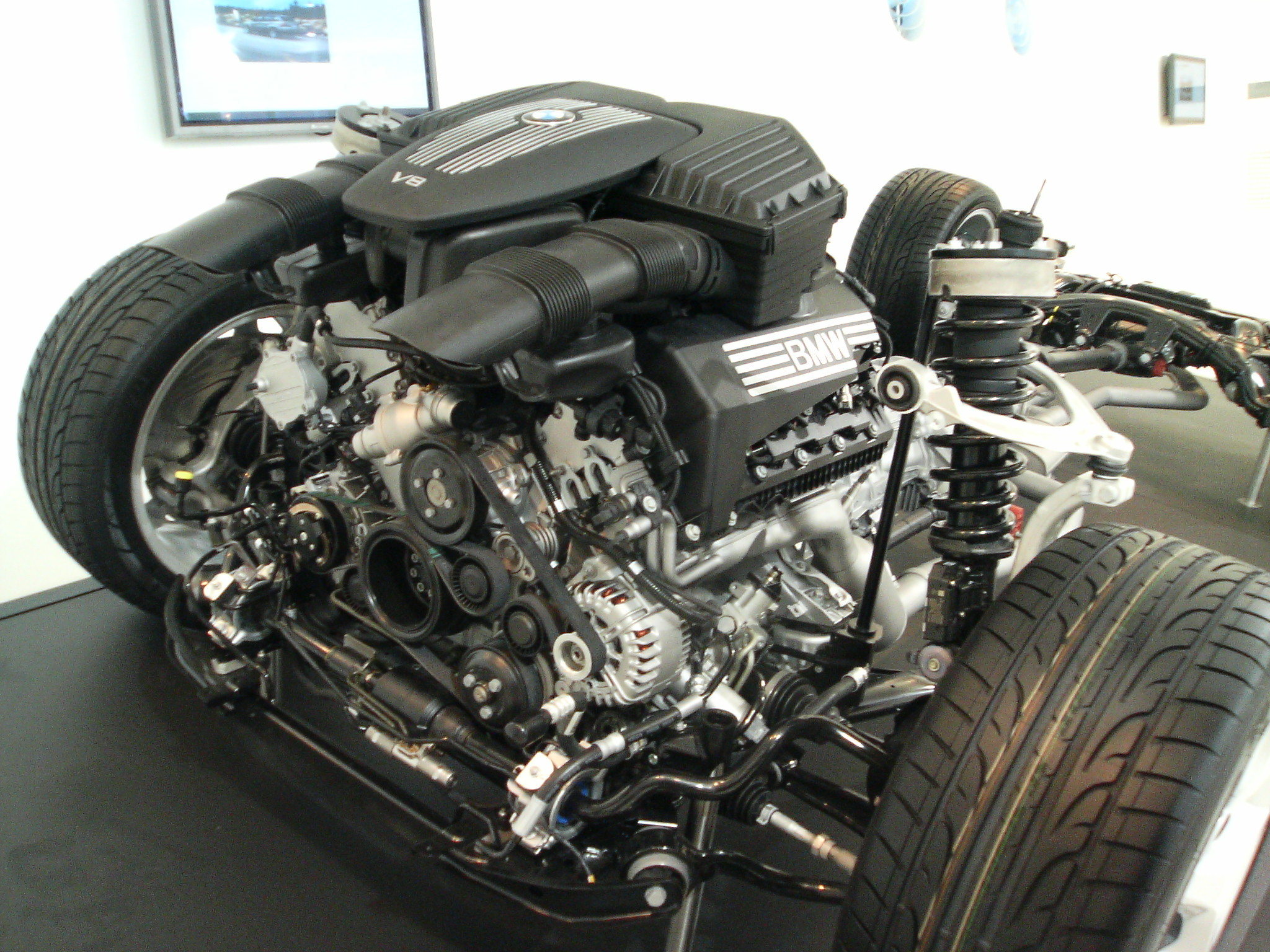
Un Motore BMW N63 V8 montato su una BMW X5

I due turbocompressori utilizzati sono di dimensioni contenute, in modo da ridurre a livelli trascurabili il fenomeno del turbo-lag e contemporaneamente migliorare in maniera sensibile l'erogazione della coppia motrice ai bassi regimi. Ognuno di essi serve due cilindri di una bancata e due cilindri dell'altra.

## Riepilogo applicazioni N63
Di seguito vengono mostrate le caratteristiche e le applicazioni relative alle diverse varianti del motore N63. L'ultima variante, quella più potente, è caratterizzata dalla presenza della tecnologia microibrida, che prevede anche un motorino da 11 CV che interviene in caso di necessità:
| Variante | Rapporto di compressione | Potenza CV/rpm | Coppia Nm/rpm | Applicazioni                    | Anni di produzione                      |
| -------- | ------------------------ | -------------- | ------------- | ------------------------------- | --------------------------------------- |
| 1.       | 10                       | 408/5500-6400  | 600/1750-4500 | BMW 550i F10                    | 03/2010-06/2013                         |
| 1.       | 10                       | 408/5500-6400  | 600/1750-4500 | BMW 550i GT F07                 | 2009-2013                               |
| 1.       | 10                       | 408/5500-6400  | 600/1750-4500 | BMW 750i F01/F02                | 2008-12                                 |
| 1.       | 10                       | 408/5500-6400  | 600/1750-4500 | BMW X5 E70 xDrive50i            | 06/2010-07/2013                         |
| 1.       | 10                       | 408/5500-6400  | 600/1750-4500 | BMW X6 E71 xDrive50i            | 2008-14                                 |
| 1.       | 10                       | 408/5500-6400  | 600/1750-4500 | BMW 650i F12/F13                | 02/2011-07/2012                         |
| 2.       | 10                       | 450/5500-6000  | 650/2000-4500 | BMW 550i / 550i xDrive F10      | 07/2013-01/2017                         |
| 2.       | 10                       | 450/5500-6000  | 650/2000-4500 | BMW 550i GT /550i GT xDrive F07 | 07/2013-05/2017                         |
| 2.       | 10                       | 450/5500-6000  | 650/2000-4500 | BMW 650i F12/F13                | 07/2012-09/2018                         |
| 2.       | 10                       | 450/5500-6000  | 650/2000-4500 | BMW 650i Gran Coupé F06         | 07/2012-09/2018                         |
| 2.       | 10                       | 450/5500-6000  | 650/2000-4500 | BMW 750i/750iL F01/F02          | 07/2012-07/2015                         |
| 2.       | 10                       | 450/5500-6000  | 650/2000-4500 | BMW 750i xDrive G11/G12         | 06/2015-05/2018                         |
| 2.       | 10                       | 450/5500-6000  | 650/2000-4500 | BMW X5 xDrive50i F15            | 07/2013-06/2018                         |
| 2.       | 10                       | 450/5500-6000  | 650/2000-4500 | BMW X6 F16 xDrive50i            | 11/2014-05/2018                         |
| 3.       | 10                       | 462/5500-6000  | 650/1800-4750 | BMW M550i xDrive G30            | 07/2017-06/2019                         |
| 3.       | 10                       | 462/5500-6000  | 650/1800-4750 | BMW X5 xDrive50i                | dal 07/2018 (solo mercati USA e Canada) |
| 3.       | 10                       | 462/5500-6000  | 650/1800-4750 | BMW X7 xDrive50i G07            | dall'11/2018                            |
| 4.       | 10,5                     | 530/5500-6000  | 750/1800-4600 | BMW M550i xDrive G30            | dal 07/2019                             |
| 4.       | 10,5                     | 530/5500-6000  | 750/1800-4600 | BMW 750i xDrive G11/G12         | 01/2019-05/2022                         |
| 4.       | 10,5                     | 530/5500-6000  | 750/1800-4600 | BMW X5 M50i xDrive G05          | dal 08/2019                             |
| 4.       | 10,5                     | 530/5500-6000  | 750/1800-4600 | BMW M850i xDrive G15            | dal 07/2018                             |
| 4.       | 10,5                     | 530/5500-6000  | 750/1800-4600 | BMW X6 M50i xDrive              | dal 09/2019                             |

## Motore S63

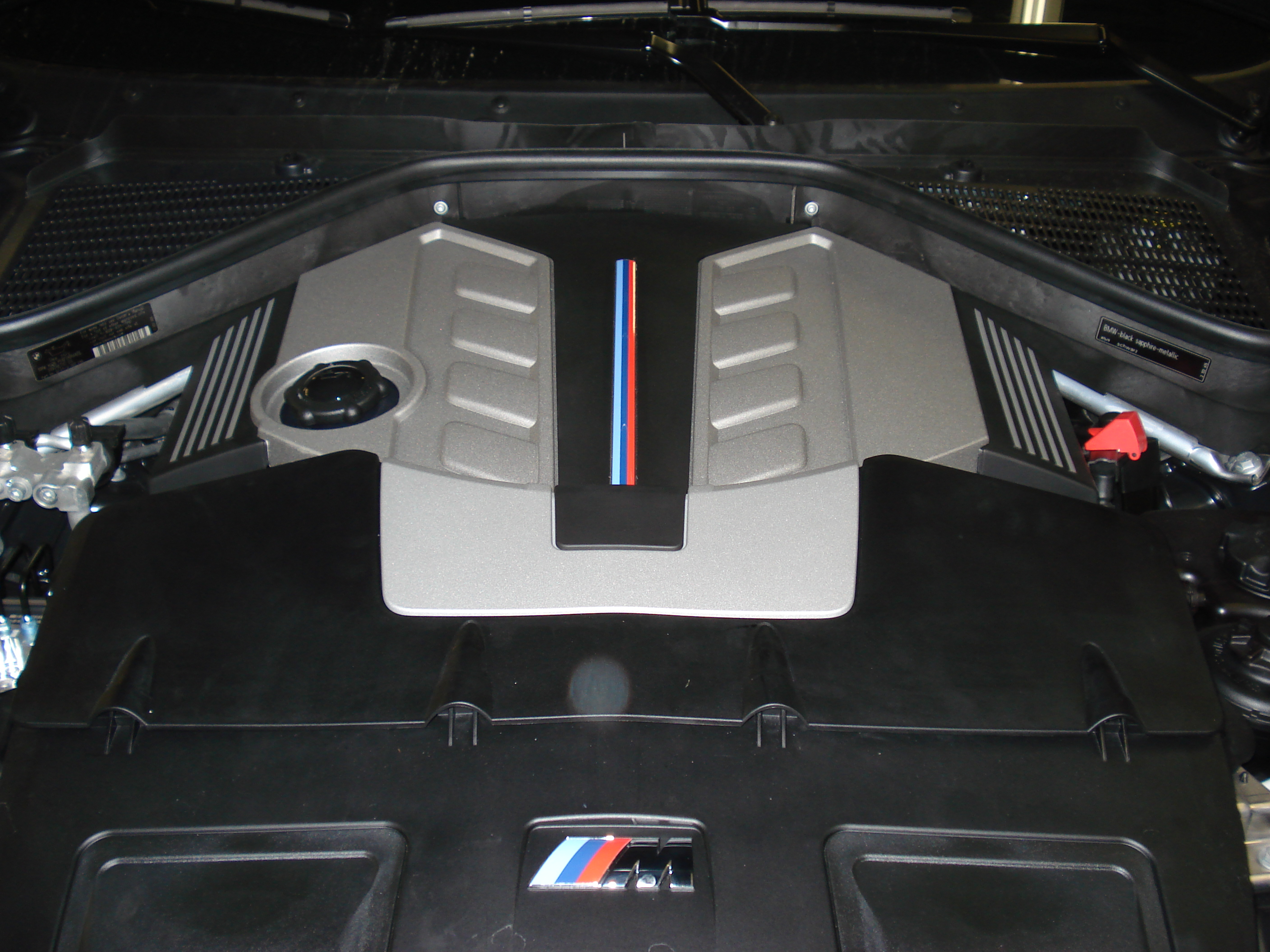
Il motore S63

Successivamente all'entrata in scena dei motori N63, sono state anche introdotte le varianti sportive ad alte prestazioni, note con la sigla S63. Nel 2009 è stata introdotta la variante contraddistinta dalla sigla S63B44A: rispetto al motore N63 cambiano i pistoni, gli assi a camme ed il sistema di raffreddamento, nonché alcune caratteristiche del sistema di sovralimentazione. Questa seconda variante arriva ad erogare ben 555 CV di potenza massima a 6000 giri/min, con una coppia massima di 680 N·m pressoché costanti da 1500 a 5650 giri/min. 
Ciò è stato reso possibile mediante alcune novità, prima fra tutte la diversa sistemazione dei catalizzatori, sistemati assieme ai due turbocompressori all'interno della V formata dalle due bancate. La sovralimentazione è inoltre con sistema di scarico a risonanza armonizzata, un sistema che permette un miglior rendimento delle bancate, minimizzando il ritardo di risposta tipico dei motori sovralimentati e velocizzando lo smaltimento del flusso di scarico. Inoltre, sempre rimanendo nell'ambito della doppia sovralimentazione, i turbocompressori sono ora del tipo twin scroll, cioè a flussi di scarico separati, in maniera che ognuno non interferisca con l'altro causando perdite di energia cinetica e termica. Ed ancora la pressione di sovralimentazione è stata portata ad 1.2 bar. Per quanto riguarda le altre modifiche, troviamo condotti di aspirazione e scarico maggiorati di diametro, ma accorciati come lunghezza. Una seconda variante di questo motore è caratterizzata da prestazioni ancora più esuberanti, poiché presenta contenuti ancor più innovativi, come il sistema Valvetronic di seconda generazione (per la prima volta in un motore griffato M), il sistema di raffreddamento completamente rivisto, il rapporto di compressione innalzato da 9.3 a 10:1, la pressione di sovralimentazione innalzata ad 1.5 bar, l'alimentazione con iniettori a solenoide, il sistema Cross bank exhaust manifold, che in pratica è un'evoluzione di quello già montato sui "normali" motori S63. È presente anche un sistema di pompe olio atte ad evitare fenomeni di mancato pescaggio dalla coppa durante un utilizzo intenso e con forti accelerazioni laterali. Questo motore, siglato S63TUB44A, riesce ad erogare una potenza massima di 560 CV tra 5750 e 7000 giri/min, con una coppia massima di 680 Nm, esattamente come nel motore S63B44A, ma che in questo caso è disponibile in un arco di giri leggermente superiore, da 1500 a 5750 giri/min. A partire dal 2013, poi, il motore da 560 CV ha potuto essere provvisto di un pacchetto integrativo (Competition) che ne innalza la potenza da 560 a 575 CV e successivamente a 600 CV nelle versioni LCI.
In seguito sono arrivate ulteriori varianti da 600 e 625 CV, montate sotto il cofano delle ultime generazioni della M5 e della M8

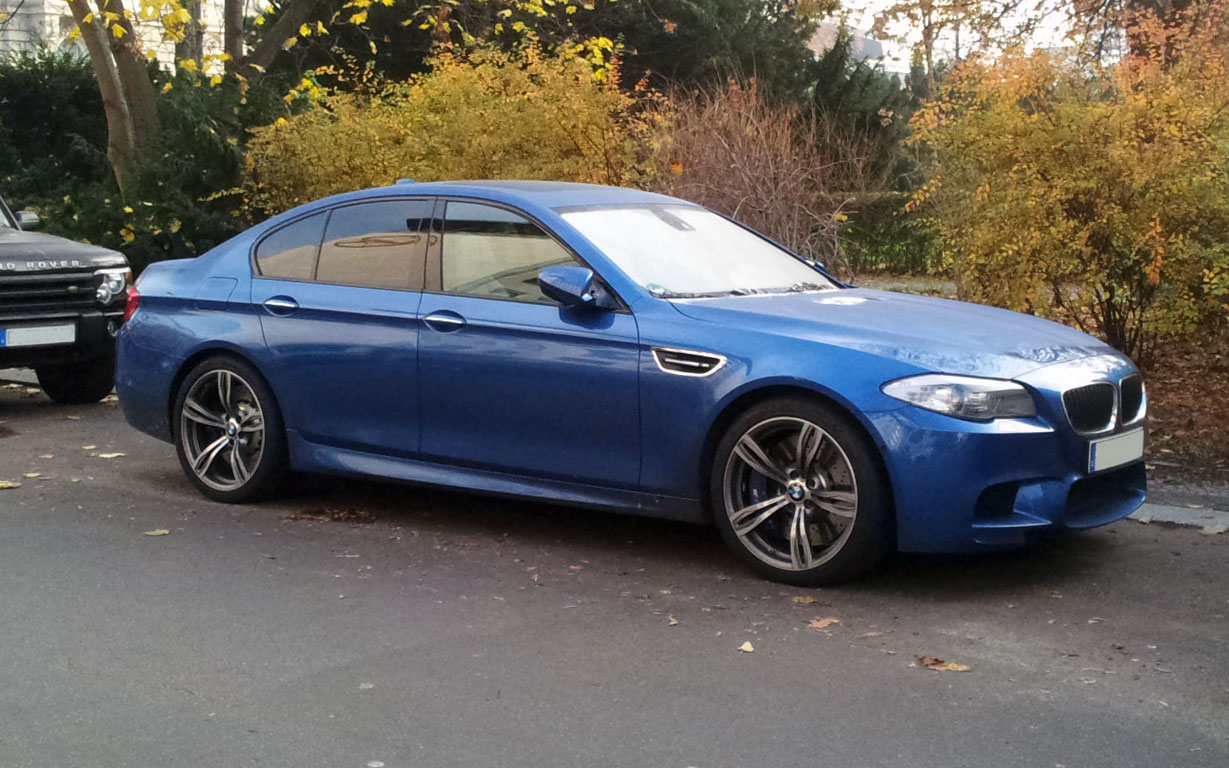
Una M5 F10, un esempio di applicazione del motore S63...

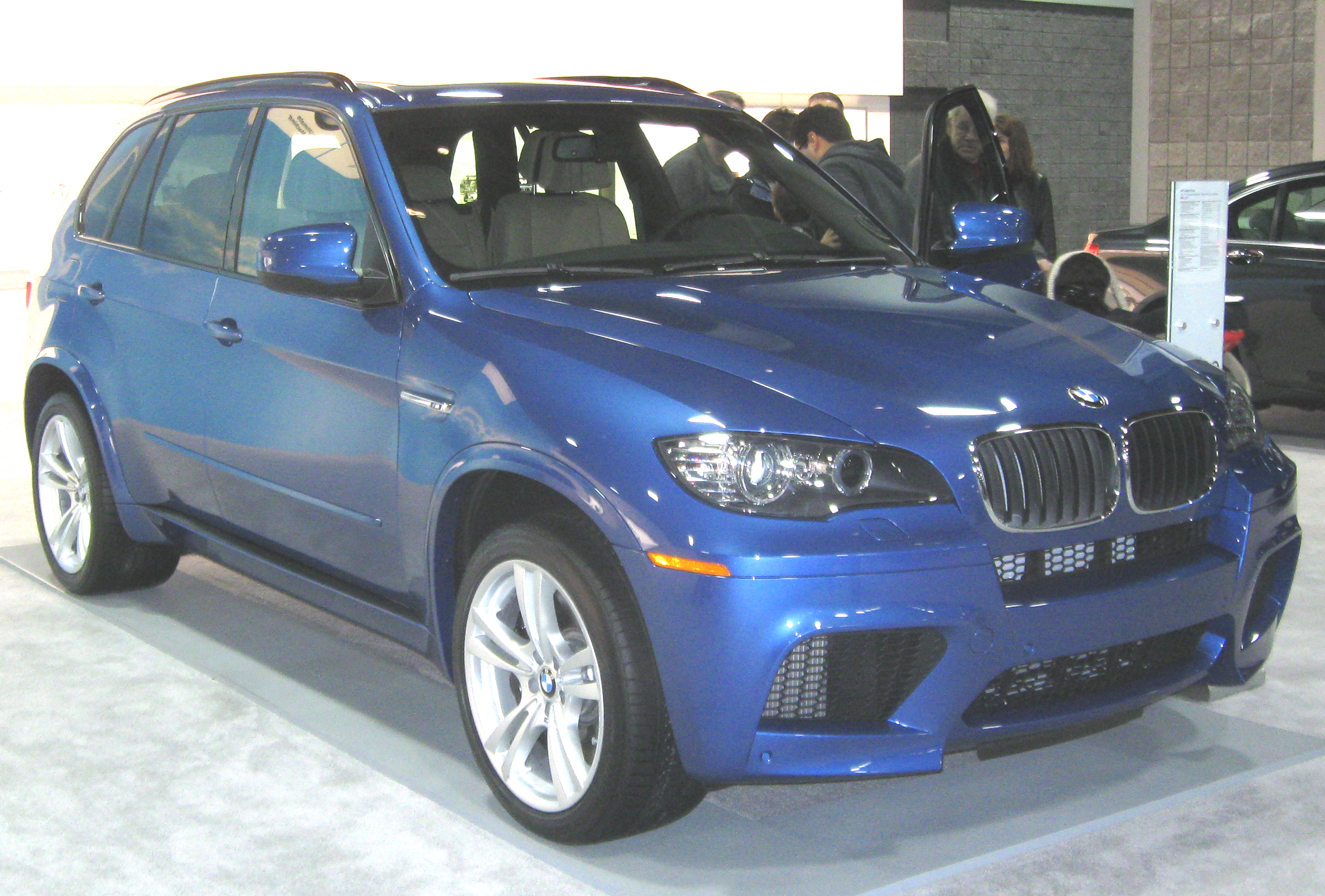
...assieme alla X5 M

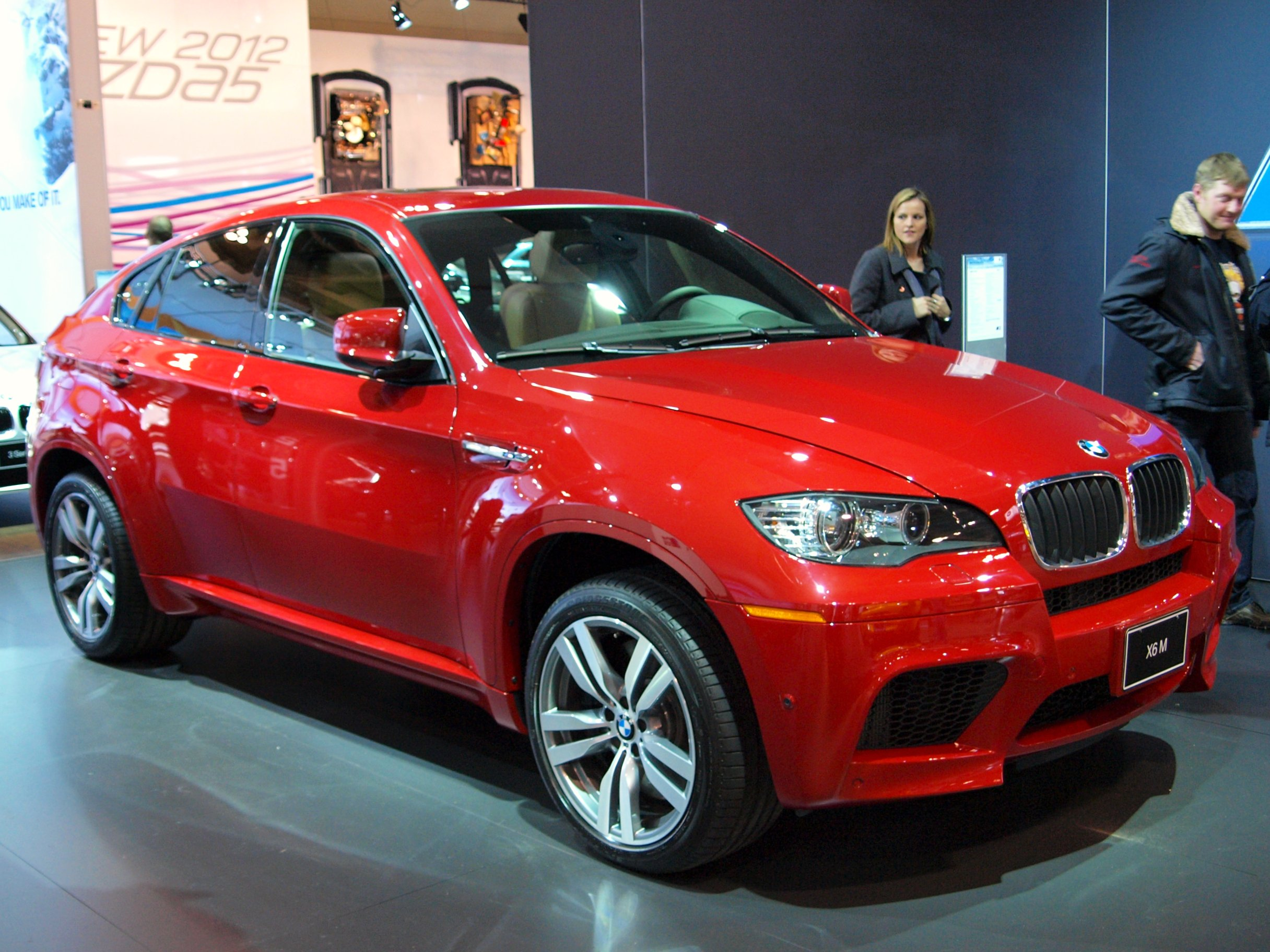
...e alla X6 M

## Riepilogo applicazioni S63
| Variante | Rapporto di compressione | Potenza CV/rpm | Coppia Nm/rpm | Applicazioni             | Anni di produzione |
| -------- | ------------------------ | -------------- | ------------- | ------------------------ | ------------------ |
| 1.       | 9,3                      | 555/6000       | 680/1500-5650 | BMW X5 M E70             | 2009-13            |
| 1.       | 9,3                      | 555/6000       | 680/1500-5650 | BMW X6 M E71             | 2009-14            |
| 2.       | 10                       | 560/5750-6000  | 680/1500-5750 | M5 F10                   | 11/2011-12/2016    |
| 2.       | 10                       | 560/5750-6000  | 680/1500-5750 | BMW M6 F12-F13           | 03/2012-04/2018    |
| 2.       | 10                       | 560/5750-6000  | 680/1500-5750 | BMW M6 Gran Coupé        | 07/2012-04/2018    |
| 3.       | 10                       | 575/6000-7000  | 680/1500-6000 | BMW M5 Competition F10   | 2013-16            |
| 3.       | 10                       | 575/6000-7000  | 680/1500-6000 | BMW M6 Competition       | 07/2012-04/2015    |
| 3.       | 10                       | 575/6000-7000  | 680/1500-6000 | BMW X5 M F15             | 02/2015-06/2018    |
| 3.       | 10                       | 575/6000-7000  | 680/1500-6000 | BMW X6 M F16             | 02/2015-04/2018    |
| 4.       | 10                       | 600/6000-7000  | 700/1500-6000 | BMW M5 "30 Jahre"        | 05/2014-12/2016    |
| 4.       | 10                       | 600/6000-7000  | 700/1500-6000 | BMW M6 Competition       | 05/2015-04/2018    |
| 5.       | 10                       | 600/5600-6700  | 750/1800-5600 | BMW M5 (F90)             | dal 09/2017        |
| 5.       | 10                       | 600/5600-6700  | 750/1800-5600 | BMW M8 G15               | dal 06/2019        |
| 5.       | 10                       | 600/5600-6700  | 750/1800-5600 | BMW X5 M G05             | 04/2020-02/2021    |
| 5.       | 10                       | 600/5600-6700  | 750/1800-5600 | BMW X6 M G06             | dal 04/2020        |
| 6.       | 10                       | 625/6000-7000  | 750/1800-5800 | BMW M5 Competition F90   | dal 07/2018        |
| 6.       | 10                       | 625/6000-7000  | 750/1800-5800 | BMW M8 Competition G15   | dal 06/2019        |
| 6.       | 10                       | 625/6000-7000  | 750/1800-5800 | BMW X5 M Competition G05 | dal 04/2020        |
| 6.       | 10                       | 625/6000-7000  | 750/1800-5800 | BMW X6 M Competition G06 | dal 04/2020        |
| 7.       | 10                       | 635/6000-7000  | 750/1800-5950 | BMW M5 CS F90            | 04/2021            |